# Beguina semiorbiculata
Beguina semiorbiculata is een tweekleppigensoort uit de familie Carditidae. De wetenschappelijke naam werd in 1758 gepubliceerd door Carl Linnaeus in de tiende editie van Systema naturae.